# Krystalografie

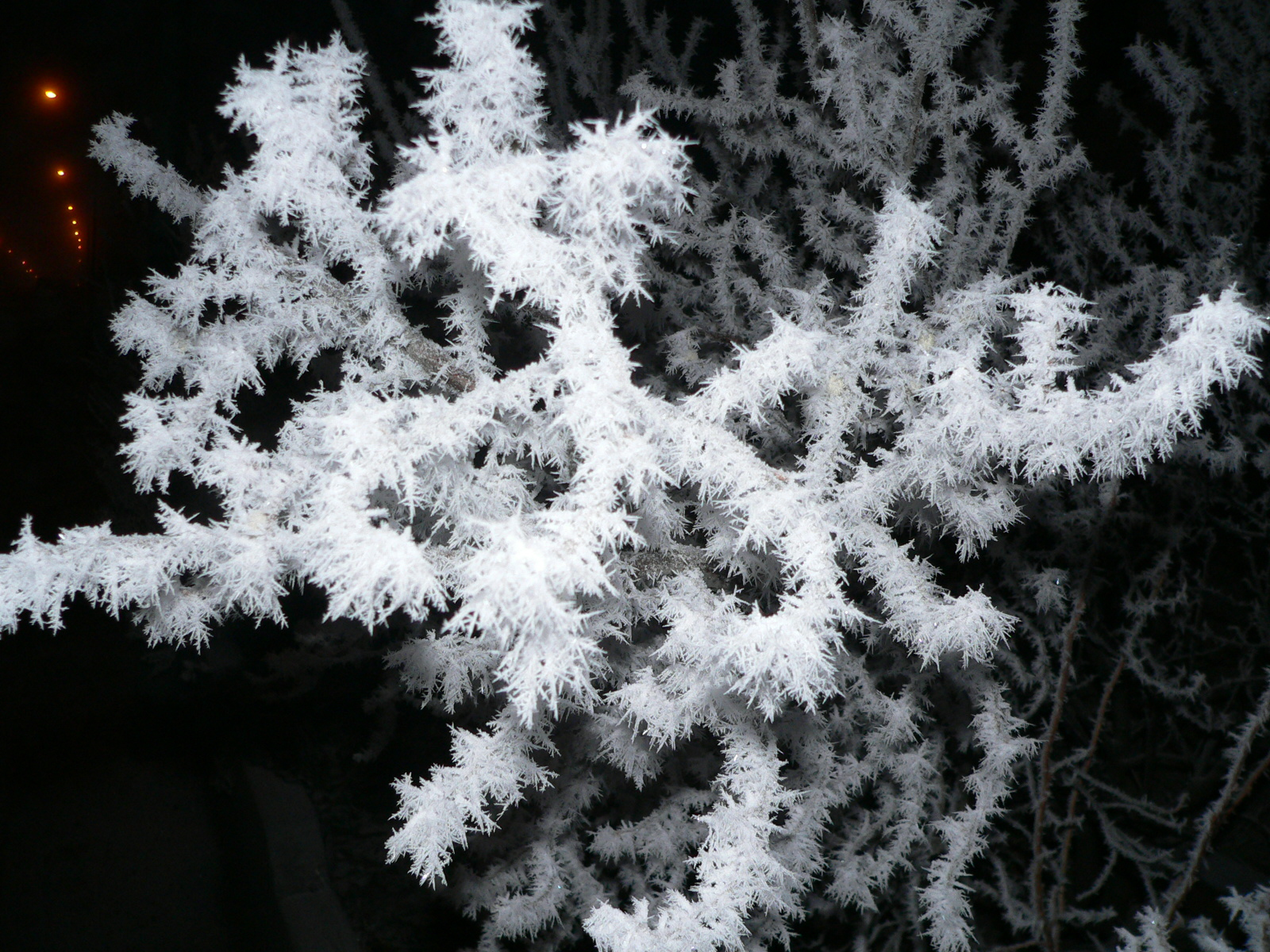
Ledové krystalky

Krystalografie (řecky krústallos - česky čirý led nebo skalní krystal, gráphein - česky psát) je věda, která se zabývá studiem krystalů, jejich reálnou a ideální strukturou, vývojem, tvorbou, poruchami, jejich vlastnostmi a uspořádáním atomů v krystalických pevných látkách. Zahrnuje nejen popis a klasifikaci struktur, ale i metody jejího studia a zkoumání souvislostí mezi strukturou a vlastnostmi.
Historicky je krystalografie odvětvím mineralogie, ze které vznikla. V současnosti je základním předmětem v oblasti vědy o látkách a fyziky pevných látek. Jedná se o typicky interdisciplinární obor mezi fyzikou, matematikou, farmacií nebo aplikacemi v biologii a lékařství.
Své využití má i v praxi, kde se používá například při analýze uměleckých děl, v kriminalistice nebo při výzkumu vesmíru. V červenci 2012 Organizace spojených národů uznala význam vědy krystalografie a vyhlásila rok 2014 Mezinárodním rokem krystalografie.

## Dělení krystalografie

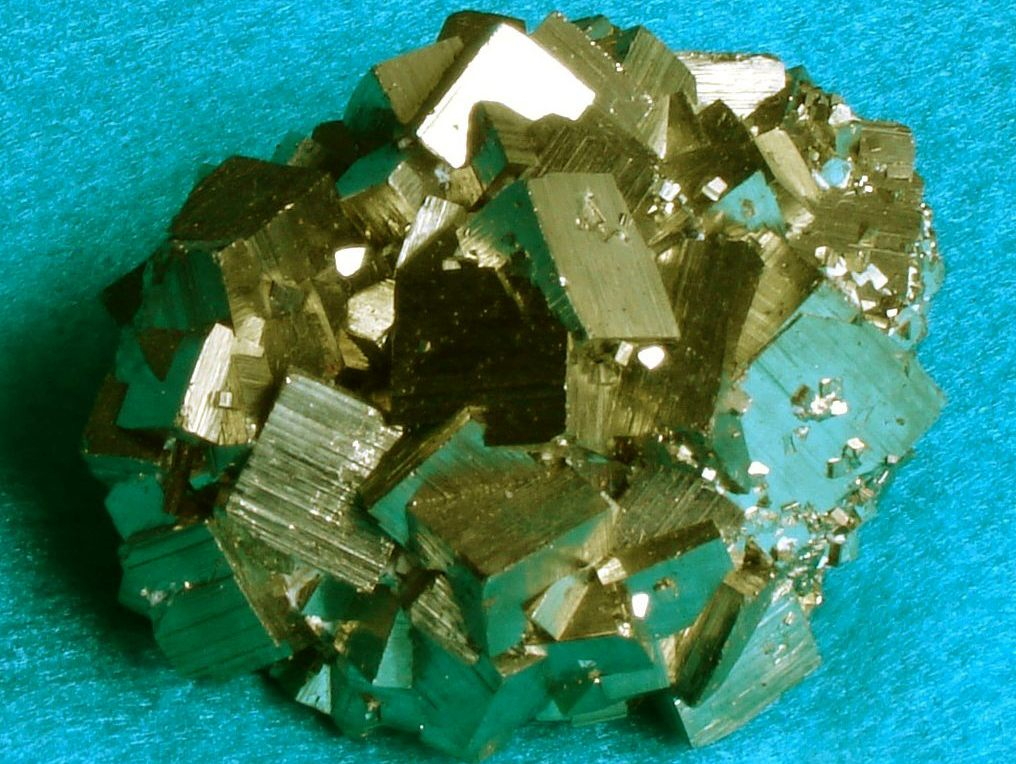
Krystalky pyritu

Krystalografie se nejčastěji dělí na geometrickou, fyzikálně-chemickou a technickou:
- geometrická krystalografie se zabývá vnějšími tvary látek (například morfologie krystalů, teorie grup)
- fyzikálně-chemická krystalografie se zabývá fyzikálními a chemickými vlastnostmi látek (například tvorba zárodků, růst krystalů, analýza krystalové struktury, krystalová optika, krystalová chemie)
- technická krystalografie se zabývá využitím krystalografie v praxi (například vytahování krystalů)

## Předmět studia

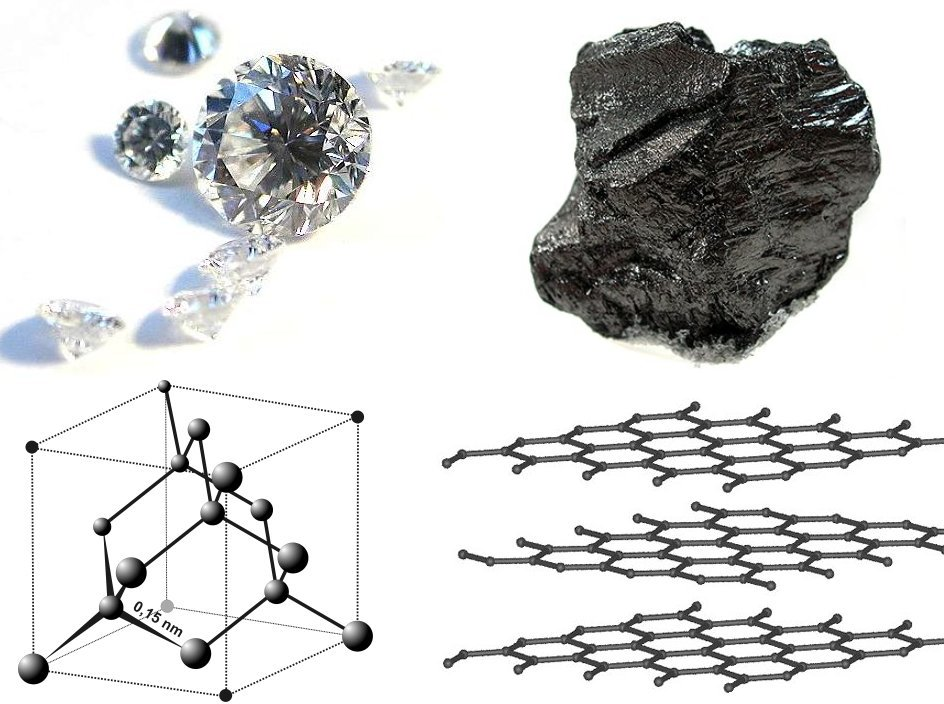
Vlevo diamant a vpravo grafit. Rentgenová krystalografie odhalila, že uspořádání jejich atomů je odlišné.

Předmětem zkoumání krystalografie jsou nejčastěji krystaly. Je tedy vědou o fyzikálních a chemických parametrech krystalů. Studuje také fyzikálně-chemické procesy, které se v nich vyskytují. Zabývá se krystaly anorganickými i organickými:
- krystaly přírodního původu (například minerály)
- krystaly syntetického původu (například keramika)
- krystaly organických molekul nebo biologických makromolekul (například bílkoviny nebo DNA)

Důležitým odvětvím krystalografie je analýza krystalové struktury, která má velký význam v chemii, biochemii a strukturní biologii molekulárních sloučenin a komplexních sloučenin:
- zkoumá strukturu a postavení atomů a molekul v krystalu, které určují fyzikálně-chemické vlastnosti krystalického materiálu
- zkoumá složení, stereochemii a konformaci molekul v krystalu

## Metody

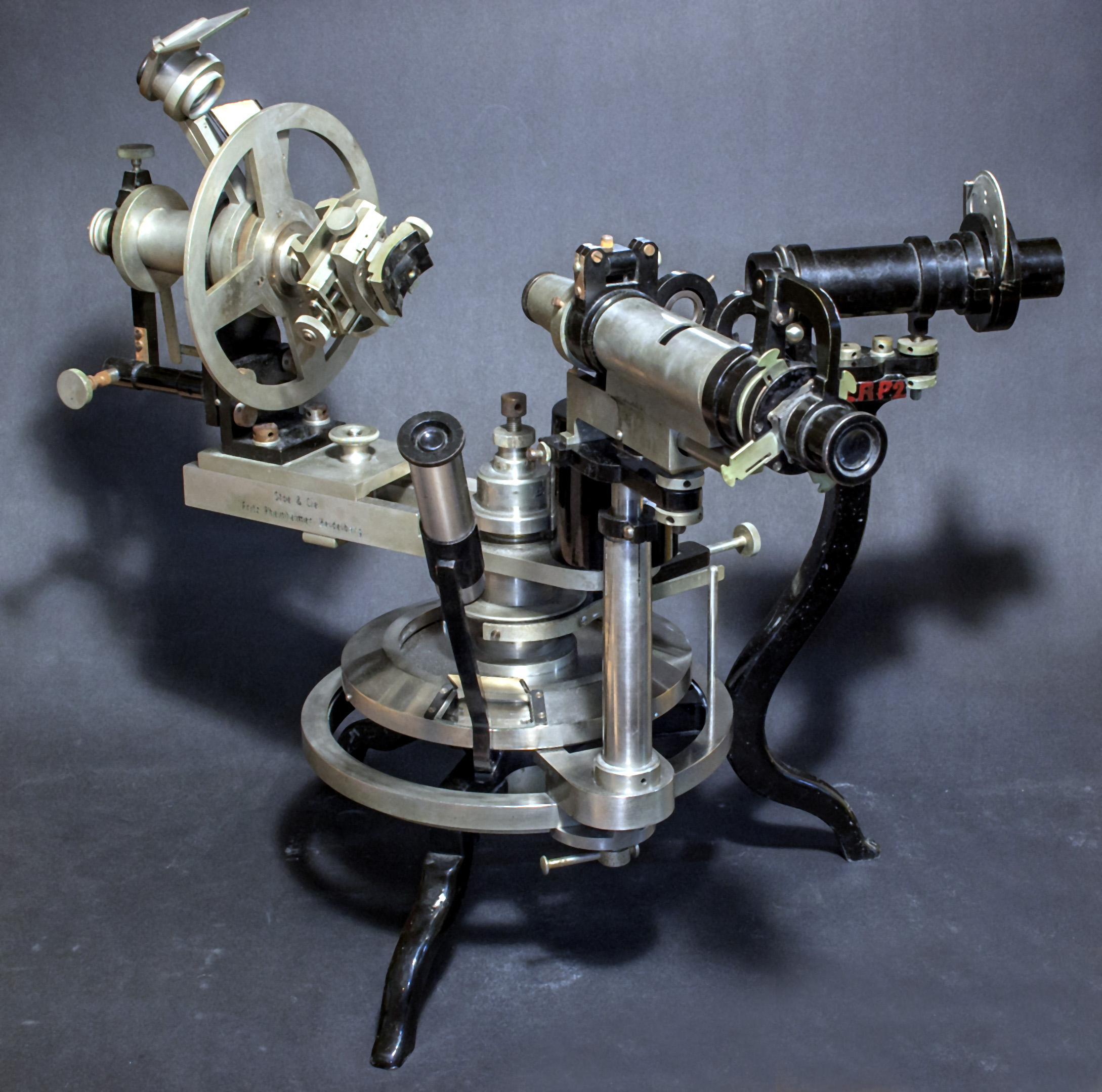
Příklad goniometru

- Příklad goniometruMetody geometrické optiky (reflexní goniometrie) byly jedny z prvních metod krystalografie. Byly založeny na fyzikálních měřeních geometrie krystalů a zkoumaly jejich tvar. Využívaly úhel odrazu světla od krystalového povrchu. Měřily úhly ploch krystalů vůči sobě navzájem a vůči teoretickým referenčním osám (krystalografickým osám) a stanovovaly symetrii daného krystalu.
- Polarizační mikroskopie, která využívá poznatků vlnové optiky, je v současnosti standardní metodou pro stanovení optických vlastností krystalů (lom, dvojlom, pleochroismus, bireflectance, anizotropie). Pomocí univerzálního otočného stolu, známého také jako Fyodorovův stupeň, který je doplňkem polarizačního mikroskopu, umožňuje volné otáčení vzorku ve všech směrech a tak určit orientaci krystalů v něm obsažených.

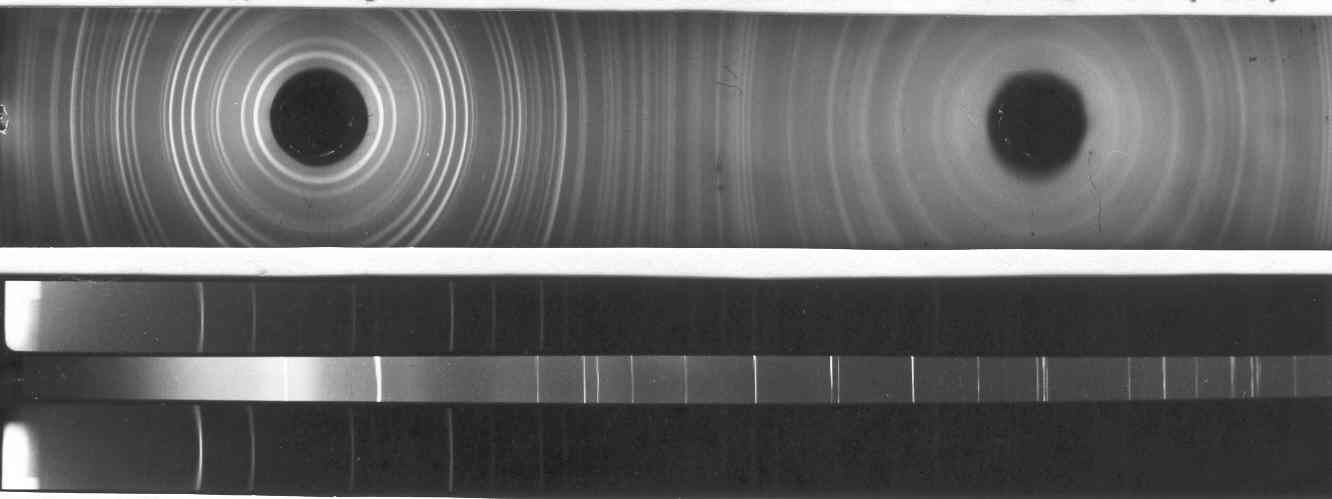
Klasické rentgenové difrakční spektrum práškového materiálu

- Klasické rentgenové difrakční spektrum práškového materiáluRentgenová, elektronová a neutronová difrakce (krystalografie) jsou v současnosti nejmodernější metody pro určování krystalových struktur.  Difrakční metody poskytují celkové informace o struktuře krystalu, ale jejich záření interaguje se vzorkem různými způsoby. Vzhledem k těmto různým formám interakce jsou tyto tři typy záření vhodné pro různé krystalografické studie:

Princip spektroskopie - animace rozkladu světla pomocí optického hranolu.

  - Princip spektroskopie - animace rozkladu světla pomocí optického hranolu.Rentgenová difrakce - rentgenové záření interaguje s prostorovým rozložením atomů ve vzorku.
  - Elektronová difrakce - elektrony jsou nabité částice, a proto interagují s celkovým rozložením náboje jak atomových jader, tak elektronů vzorku.
  - Neutronová difrakce - neutrony podléhají silným jaderným silám a mají nenulový magnetický moment. Jsou proto rozptýleny v magnetickými poli a často vytvářejí difrakční obrazce s vysokou hladinou šumu.
- Spektroskopie umožňuje zkoumat bezprostřední okolí jednotlivých atomů. Pomocí metod, jako je IR spektroskopie, Ramanova spektroskopie, elektronová spinová rezonance a nukleární magnetická rezonance, lze určit koordinační počet jednotlivých atomů a detekovat začlenění cizích atomů.

## Historie krystalografie

Model krystalu diamantu

- Model krystalu diamantu(371–287 př. n. l.) - počáteční příspěvky k systematickému shromažďování informací o minerálech provedl starořecký filozof a botanik Theofrastos z Efesu.
- (26–79 n. l.) -  Plinius starší se v encyklopedii Naturalis Historia věnoval také krystalům a popsal například oktaedrický habitus a extrémní tvrdost diamantu.
- V roce 1546 Georgius Agricola v díle Buch De natura fossilium roztřídil minerály podle jejich fyzikálních vlastností a popsal jejich geometrické tvary.
- V roce 1611 Johannes Kepler v díle Strena seu de nive sexangula  formuloval na základě analýzy struktury šestiúhelníkových sněhových vloček Keplerovu domněnku, která obsahuje nejlepší možné kulové obaly.
- V roce1669 Nicolaus Steno provedl vědecké studie krystalů v souvislosti s jejich vnějším tvarem a geometrickými vlastnostmi. Objevil zákon stálosti úhlů hran, podle kterého jsou úhly mezi krystalograficky stejnými povrchy stejného minerálu vždy stejné velikosti.
- V roce 1801 René-Just Haüy formuloval tezi o periodicitě krystalových struktur. Jako první použil pojem symetrie a uvedl jej do formální definice v krystalografii.

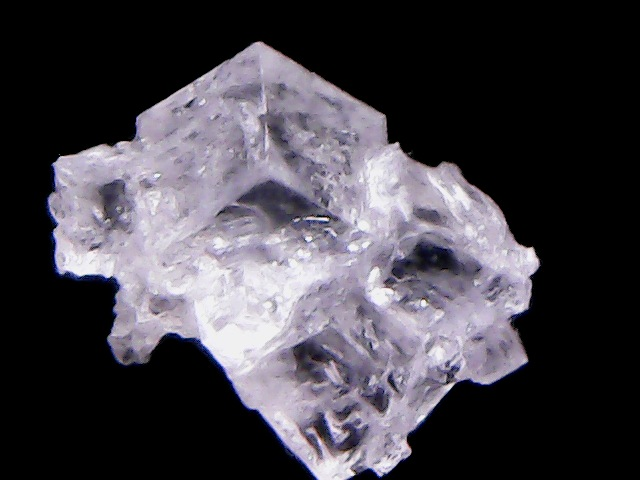
Krystaly chloridu sodného NaCl

- Krystaly chloridu sodného NaClV polovině 19. století byla obecně přijata Teorie grup. Na základě práce Leonharda Sohnckeho, který definoval 65 prostorových grup v krystalech (1876), odvodili Arthur Moritz Schoenflies a Jevgraf Fjodorov 230 prostorových skupin prvků souměrnosti krystalové strukturní mřížky (1890–1891).
- V roce 1912 se Maxi von Lauemu pomocí rentgenové difrakce podařilo dokázat, že krystaly mají trojrozměrnou periodickou strukturu. V roce 1914 za objev rozptylu rentgenových paprsků na krystalech obdržel Nobelovu cenu za fyziku.
- Stanovení struktury jednoduchých anorganických krystalů, jako je chlorid sodný (NaCl), brzy provedli William Henry Bragg a William Lawrence Bragg.

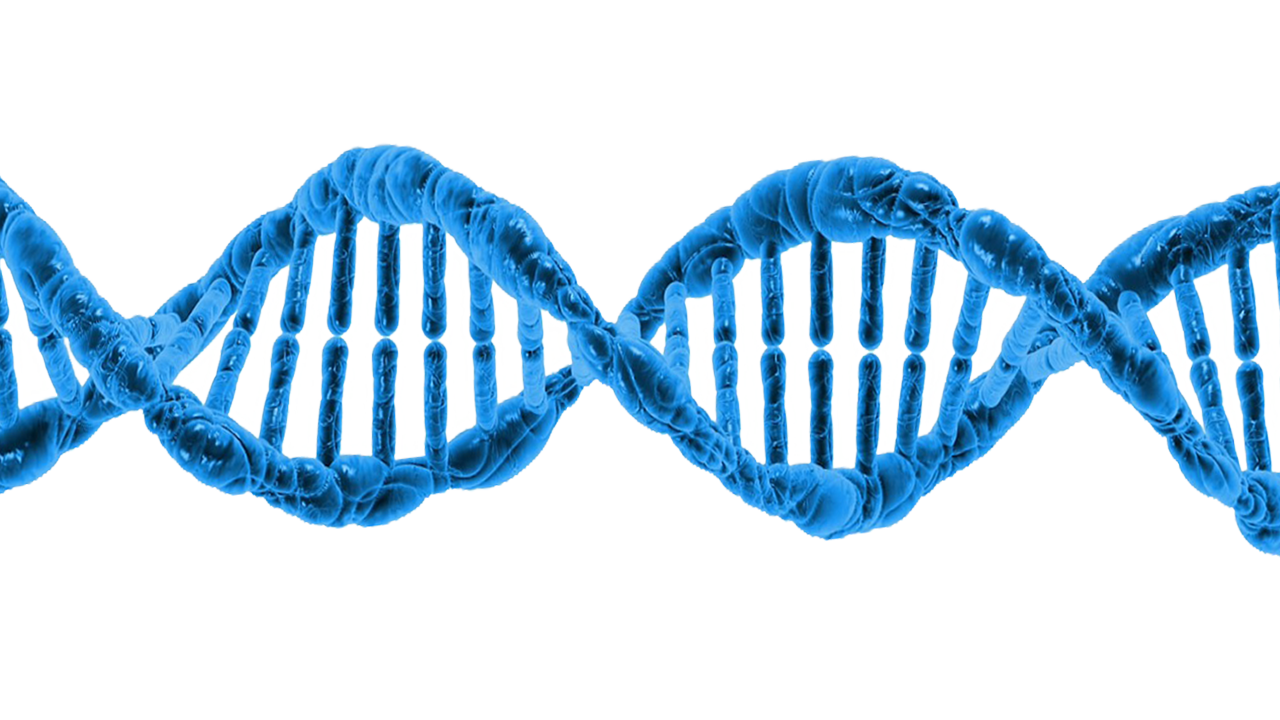
Model dvojšroubovice DNA

- Model dvojšroubovice DNAV následujících desetiletích došlo k objasnění krystalové struktury deoxyribonukleové kyseliny (Rosalind Franklinová, James Dewey Watson a Francis Crick, 1953) a inzulinu (Dorothy Crowfoot Hodgkin,1969), stejně jako objev pětinásobné osy symetrie (kvazikrystalu) v rychle chlazené slitině hliníku a manganu Danem Shechtmanem (1984).
- Rok 2014 byl OSN vyhlášen Mezinárodním rokem krystalografie. Význam krystalografie jako významného vědního oboru také podtrhuje fakt, že za výzkum a objevy a související výsledky bylo do roku 2014 uděleno 29 Nobelových cen.[2]

## Ženy a rentgenová krystalografie
Řada žen byla průkopnicemi rentgenové krystalografie v době, kdy byly vyloučeny z většiny ostatních oborů přírodních věd. Patří mezi ně:
- Kathleen Lonsdaleová (1903 - 1971) byla irskou studentkou pracující pod vedením Williama Henryho Bragga, který se svým synem Lawrencem založil na počátku 20. století rentgenovou krystalografii. Potvrdila strukturu benzenového jádra a prováděla studie diamantu. Spolupracovala s Williamem T. Astburym na sadě 230 tabulek prostorových skupin, která byla publikována v roce 1924 a stala se základním nástrojem pro krystalografy. Po mnoho let editovala Mezinárodní tabulky pro krystalografii, které poskytují informace o krystalových mřížkách, symetrii a prostorových skupinách, stejně jako matematické, fyzikální a chemické údaje o strukturách. Byla jednou z prvních dvou žen, které byly zvoleny do Královské společnosti v roce 1945 a v roce 1949 byla jmenována první ženskou profesorkou chemie a vedoucí katedry krystalografie na University College London.
- Dorothy Crowfoot Hodgkinová (1910 - 1994) se v roce 1932 připojila k laboratoři fyzika Johna Desmonda Bernala, který byl bývalým studentem Bragga v Cambridgi ve Velké Británii. Společně pořídili první rentgenové fotografie krystalických proteinů. Dorothy také hrála důležitou roli při založení Mezinárodní krystalografické unie. Je jedinou Britkou, která kdy získala Nobelovu cenu za přírodovědný výzkum. Dostala ji v roce 1964 za využití rentgenové techniky ke studiu struktur penicilinu, inzulínu a vitaminu B12.
- Rosalind Franklinová (1920 - 1958) pořídila rentgenovou fotografii vlákna DNA, která se ukázala jako klíčová pro objev dvojité šroubovice Jamesem Watsonem a Francisem Crickem, za který oba získali Nobelovu cenu za fyziologii a medicínu v roce 1962. Watson ve svém autobiografickém popisu objevu struktury DNA - Dvojitá šroubovice odhalil, že použil Rosalindinu rentgenovou fotografii bez jejího svolení. Franklinová zemřela na rakovinu ve svých 30 letech, ještě předtím než Watson obdržel Nobelovu cenu.
- Isabella Karle (1921 - 2017) z United States Naval Research Laboratory vyvinula experimentální přístup k matematické teorii krystalografie. Její práce zlepšila rychlost a přesnost chemické a biomedicínské analýzy. Přesto pouze její manžel Jerome Karle sdílel Nobelovu cenu za chemii v roce 1985 s Herbertem Hauptmanem za vynikající úspěchy ve vývoji přímých metod určování krystalových struktur.

## Výběr Nobelových cen udělených za krystalografii
Za fyziku
- 1914 – Max von Laue – objev interakce rentgenového záření s krystalickými látkami
- 1915 – William Henry Bragg a William Lawrence Bragg – popis první krystalové struktury

Za chemii
- 1962 – John Kendrew a Max Perutz – vyřešení krystalové struktury hemoglobinu
- 1964 – Dorothy Crowfoot Hodgkin – za vyřešení krystalové struktury vitamínu B12
- 1985 – Herbert Hauptman a Jerome Karle – za rozvoj přímých metod řešení krystalových struktur

Za fyziologii a medicínu
- 1962 – Maurice Wilkins, Francis Crick a James Dewey Watson – za vyřešení krystalové struktury DNA